# Pretty Good (POLYSICSの曲)
「Pretty Good」（プリティ・グッド）は、日本のロックバンド、POLYSICSの10枚目のシングル。2008年3月19日に発売。発売元はキューンレコード。

## 解説
- 前作から4ヶ月ぶりのリリース。アルバム『We ate the machine』先行シングル。

- アルバムアートはクリエイター集団のパンタグラフが担当。前作の『Rocket』、アルバムの『We ate the machine』も担当した[1]。

- 初回限定：スペシャルサイト用パスワードカード封入。サイトでは壁紙などがダウンロードできた。

## 収録曲
1. Pretty Good (3:02)
（作詞・作曲：Hiroyuki Hayashi, Fumi）
2. Super Spin Girl (2:50)
（作詞：Hiroyuki Hayashi　作曲：Hiroyuki Hayashi, Fumi）
3. Uno Dos (3:19)
（作詞・作曲：Hiroyuki Hayashi, Fumi）
4. Pretty Good (Karaoke) (3:03)
5. Super Spin Girl (Karaoke)(2:53)

全編曲：POLYSICS